# Argilloecia posterotruncata
Argilloecia posterotruncata is een mosselkreeftjessoort uit de familie van de Pontocyprididae. De wetenschappelijke naam van de soort is voor het eerst geldig gepubliceerd in 1966 door Bold.